# Herrarnas svikthopp i simhopp vid olympiska sommarspelen 1980
Herrarnas svikthopp i de olympiska simhoppstävlingarna vid de olympiska sommarspelen 1980 hölls den 22-23 juli i Olimpiysky Sports Complex.

## Medaljörer
| Event             | Guld                            | Silver              | Brons                    |
| 3 meter svikthopp | Sovjetunionen Aleksandr Portnov | Mexiko Carlos Girón | Italien Giorgio Cagnotto |

## Resultat
| Placering | Hoppare                      | Kval   | Kval      | Final            | Final            | Final            | Final            |
| Placering | Hoppare                      | Poäng  | Placering | Poäng            | Placering        | ½ kval,          | Totalt           |
| --------- | ---------------------------- | ------ | --------- | ---------------- | ---------------- | ---------------- | ---------------- |
| 1         | Aleksandr Portnov (URS)      | 580,11 | 2         | 614,970          | 1                | 290,050          | 905,025          |
| 2         | Carlos Girón (MEX)           | 580,20 | 1         | 602,040          | 2                | 290,100          | 892,140          |
| 3         | Giorgio Cagnotto (ITA)       | 556,32 | 6         | 593,340          | 3                | 278,160          | 871,500          |
| 4         | Falk Hoffmann (GDR)          | 567,78 | 3         | 574,620          | 5                | 283,890          | 858,510          |
| 5         | Aleksandr Kosenkov (URS)     | 558,90 | 4         | 575,670          | 4                | 279,450          | 855,120          |
| 6         | Christopher Snode (GBR)      | 557,10 | 5         | 565,920          | 6                | 278,550          | 844,470          |
| 7         | Vjatjeslav Trosjin (URS)     | 552,42 | 7         | 543,840          | 7                | 276,210          | 820,050          |
| 8         | Ricardo Camacho (ESP)        | 532,02 | 8         | 483,330          | 8                | 266,010          | 749,340          |
| 9         | Frank Taubert (GDR)          | 524,04 | 9         | Gick inte vidare | Gick inte vidare | Gick inte vidare | Gick inte vidare |
| 10        | Dieter Waskow (GDR)          | 522,87 | 10        | Gick inte vidare | Gick inte vidare | Gick inte vidare | Gick inte vidare |
| 11        | Steve Foley (AUS)            | 521,82 | 11        | Gick inte vidare | Gick inte vidare | Gick inte vidare | Gick inte vidare |
| 12        | Niki Stajković (AUT)         | 521,04 | 12        | Gick inte vidare | Gick inte vidare | Gick inte vidare | Gick inte vidare |
| 13        | Petar Georgiev (BUL)         | 504,33 | 13        | Gick inte vidare | Gick inte vidare | Gick inte vidare | Gick inte vidare |
| 14        | Francisco Rueda (MEX)        | 495,63 | 14        | Gick inte vidare | Gick inte vidare | Gick inte vidare | Gick inte vidare |
| 15        | Kenneth Grove (AUS)          | 491,94 | 15        | Gick inte vidare | Gick inte vidare | Gick inte vidare | Gick inte vidare |
| 16        | Rolando Ruiz (CUB)           | 489,24 | 16        | Gick inte vidare | Gick inte vidare | Gick inte vidare | Gick inte vidare |
| 17        | Némedi Károly (HUN)          | 475,17 | 17        | Gick inte vidare | Gick inte vidare | Gick inte vidare | Gick inte vidare |
| 18        | Reynaldo Castro (DOM)        | 469,14 | 18        | Gick inte vidare | Gick inte vidare | Gick inte vidare | Gick inte vidare |
| 19        | Roman Godzinski (POL)        | 462,48 | 19        | Gick inte vidare | Gick inte vidare | Gick inte vidare | Gick inte vidare |
| 20        | Jorge Mondragón (MEX)        | 454,17 | 20        | Gick inte vidare | Gick inte vidare | Gick inte vidare | Gick inte vidare |
| 21        | Michael Worisch (AUT)        | 452,43 | 21        | Gick inte vidare | Gick inte vidare | Gick inte vidare | Gick inte vidare |
| 22        | Milton Machado (BRA)         | 451,17 | 22        | Gick inte vidare | Gick inte vidare | Gick inte vidare | Gick inte vidare |
| 23        | Alexandru Adrian Bagiu (ROU) | 427,35 | 23        | Gick inte vidare | Gick inte vidare | Gick inte vidare | Gick inte vidare |
| 24        | David Parrington (ZIM)       | 416,67 | 24        | Gick inte vidare | Gick inte vidare | Gick inte vidare | Gick inte vidare |